# 35e division (armée impériale japonaise)
La 35e division (第35師団, Dai-sanjū-go shidan) est une unité d'infanterie de l'armée impériale japonaise. Son nom de code est Division Est (東兵団, Azuma-heidan). Elle est créée le 7 février 1939 à Tokyo en même temps que les 32e, 33e, 34e, 36e, et 37e divisions.

## Histoire
La 35e division est déployée en Chine en mai 1939 pour remplir des fonctions de sécurité en zone arrière durant la seconde guerre sino-japonaise. Elle opère initialement au Shanxi et dans le nord du Henan. Pendant quelque temps de 1940 à mars 1944, la 35e est stationnée dans la région de Kaifeng dans le nord de la Chine. Elle est réorganisée le 1er mai 1943 pour devenir une force de garnison et son régiment d'artillerie et son régiment de reconnaissance (en) sont dissous. Les régiments de génie et de transport sont également réduits à la taille d'une compagnie et la compagnie sanitaire est remplacée par un hôpital de campagne. Après la réorganisation, la division est assignée à la 12e armée et participe aux opérations de ratissage dans les monts Taihang.
La 35e division est sélectionnée pour servir dans l'ouest de la Nouvelle-Guinée début avril 1944. Le 219e régiment d'infanterie est assigné comme garnison au détroit de St-André (en) et part de Yokohama le 6 avril 1944. Le quartier-général de la division navigue avec le 219e régiment mais est dérouté à Palaos et continue jusqu'en Nouvelle-Guinée. Le reste de la division quitte Shanghai le 17 avril 1944 avec le convoi Take Ichi. Celui-ci est attaqué par des sous-marins américains le 26 avril 1944 et de nouveau le 6 mai 1944, et est dérouté vers l'île indonésienne d'Halmahera pour éviter d'autres attaques. Les navires transportant des éléments de la 35e division sont coulés durant l'attaque du 6 mai 1944, et seules quatre bataillons d'infanterie sur six atteignent la destination finale, ainsi qu'une seule batterie d'artillerie.
La 35e division quitte ensuite Halmahera sur des petits bateaux pour atteindre Sorong en mai 1944. Le 219e régiment est également transféré en Nouvelle-Guinée avec succès, après avoir laissé un bataillon en garnison au détroit de Saint-André. La majeure partie du 221e régiment est assigné en garnison à Manokwari. Des éléments de la 35e division participent ensuite à la bataille de Biak à partir du 27 mai 1944 (s'achevant avec l'annihilation de la garnison japonaise) et à la bataille de Sansapor à partir du 30 juillet 1944 sur la péninsule de Doberai. Finalement, les défenses japonaises à Manokwari sont isolées en septembre 1944. Les forces japonaises se replient à l'intérieur d'un ultime périmètre défensif autour de Sorong en mai 1945, où elles restent jusqu'à la capitulation du Japon le 15 août 1945, bénéficiant des produits locaux pour se nourrir, en particulier le sagou.